# 117435 Severochoa
Severochoa (asteróide 117435) é um asteróide da cintura principal, a 2,7563845 UA.
Possui uma excentricidade de 0,0071332 e um período orbital de 1 689,54 dias (4,63 anos).
Severochoa tem uma velocidade orbital média de 17,87591775 km/s e uma inclinação de 3,61427º.
Este asteróide foi descoberto em 14 de Janeiro de 2005 por Juan Lacruz.